# Pietro Antonio Bossi
Pietro Antonio Bossi (* 19. Februar 1775 in Romans d’Isonzo, Habsburgermonarchie; † 30. Mai 1848 in Triest, Habsburgermonarchie) war ein italienischer Orgelbauer an der Adria.

## Leben und Wirken
Pietro Antonio Bossi wurde als Sohn von Valentino Bossi und Paola Poiani in Romans d’Isonzo, direkt an der heutigen Grenze Italiens zu Slowenien geboren. Er war wahrscheinlich ein Schüler des berühmten Orgelbauers Gaetano Callido in Venedig.
1798 heiratete er in Gradisca d’Isonzo und baute von dort 1799 seine erste Orgel für die Kirche in Perteole. Diese gilt heute als sein wertvollstes und am besten erhaltenes Werk. Danach folgten weitere Orgelneubauten.
Um 1815 siedelte Bossi nach Triest über, offenbar wegen finanzieller Schwierigkeiten. Der deutsche Orgelbauer Carl Hesse arbeitete wahrscheinlich seit etwa 1833/1838 bei ihm und übernahm möglicherweise seine Werkstatt.
Pietro Antonio Bossi starb 1848 in Triest.

## Orgeln
Seine Orgeln gelten als hohen künstlerischen Ansprüchen genügend und waren solide gebaut. Sie zeigen deutliche Einflüsse des venezianischen Orgelbaustils.
Von Bossi sind einige Orgelbauten im adriatischen Raum bekannt, einzelne sind erhalten.
- 1799: Perteole, 1990 restauriert[1]
- 1810–1812: Gonars, 1964 nach Orzano umgesetzt, 1974 restauriert, erhalten[2]
- 1825: Povir, heute Slowenien, 1937 restauriert, erhalten[3]